# Cheumatopsyche banaueensis
Cheumatopsyche banaueensis är en nattsländeart som beskrevs av Wolfram Mey 1995. Cheumatopsyche banaueensis ingår i släktet Cheumatopsyche och familjen ryssjenattsländor. Inga underarter finns listade i Catalogue of Life.